# Valley Falls (Rhode Island)
Valley Falls és una concentració de població designada pel cens dels Estats Units a l'estat de Rhode Island. Segons el cens del 2000 tenia 11.599 habitants.

## Demografia
Segons el cens del 2000, Valley Falls tenia 11.599 habitants, 4.494 habitatges, i 3.258 famílies. La densitat de població era de 1.261,5 habitants per km².
Dels 4.494 habitatges en un 32,2% hi vivien nens de menys de 18 anys, en un 57,3% hi vivien parelles casades, en un 11,4% dones solteres, i en un 27,5% no eren unitats familiars. En el 23,5% dels habitatges hi vivien persones soles l'11,5% de les quals corresponia a persones de 65 anys o més que vivien soles. El nombre mitjà de persones vivint en cada habitatge era de 2,57 i el nombre mitjà de persones que vivien en cada família era de 3,05.
Per edats la població es repartia de la següent manera: un 23,3% tenia menys de 18 anys, un 7,1% entre 18 i 24, un 30,4% entre 25 i 44, un 22,8% de 45 a 60 i un 16,6% 65 anys o més.
L'edat mediana era de 39 anys. Per cada 100 dones de 18 o més anys hi havia 88 homes.
La renda mediana per habitatge era de 46.163 $ i la renda mediana per família de 52.414 $. Els homes tenien una renda mediana de 35.334 $ mentre que les dones 25.422 $. La renda per capita de la població era de 20.373 $. Aproximadament el 3,8% de les famílies i el 5% de la població estaven per davall del llindar de pobresa.